# Hoplathemistus assimilis
Hoplathemistus assimilis är en skalbaggsart som beskrevs av Stefan von Breuning 1938. Hoplathemistus assimilis ingår i släktet Hoplathemistus och familjen långhorningar. Inga underarter finns listade i Catalogue of Life.